# Phrynobatrachus albomarginatus
Phrynobatrachus albomarginatus là một loài ếch trong họ Petropedetidae. Chúng là loài đặc hữu của Cộng hòa Dân chủ Congo.
Các môi trường sống tự nhiên của chúng là các khu rừng ẩm ướt đất thấp nhiệt đới hoặc cận nhiệt đới, đầm nước, và đầm nước ngọt có nước theo mùa.